# Boževac
Boževac (em cirílico:Божевац) é uma vila da Sérvia localizada no município de Malo Crniće, pertencente ao distrito de Braničevo, na região de Stig. A sua população era de 1542 habitantes segundo o censo de 2009.

## Demografia
| 1948  | 1953  | 1961  | 1971  | 1981  | 1991  | 2002  |
| ----- | ----- | ----- | ----- | ----- | ----- | ----- |
| 3 309 | 3 329 | 3 121 | 2 935 | 2 739 | 2 480 | 1 788 |